# Jarosław Aleksandrowicz de Witold
Jarosław Aleksandrowicz de Witold (ur. 9 stycznia?/21 stycznia 1875 w Kijowie, zm. 24 listopada 1955 w Wiśle) – pułkownik piechoty Wojska Polskiego, kawaler Orderu Virtuti Militari.

## Życiorys

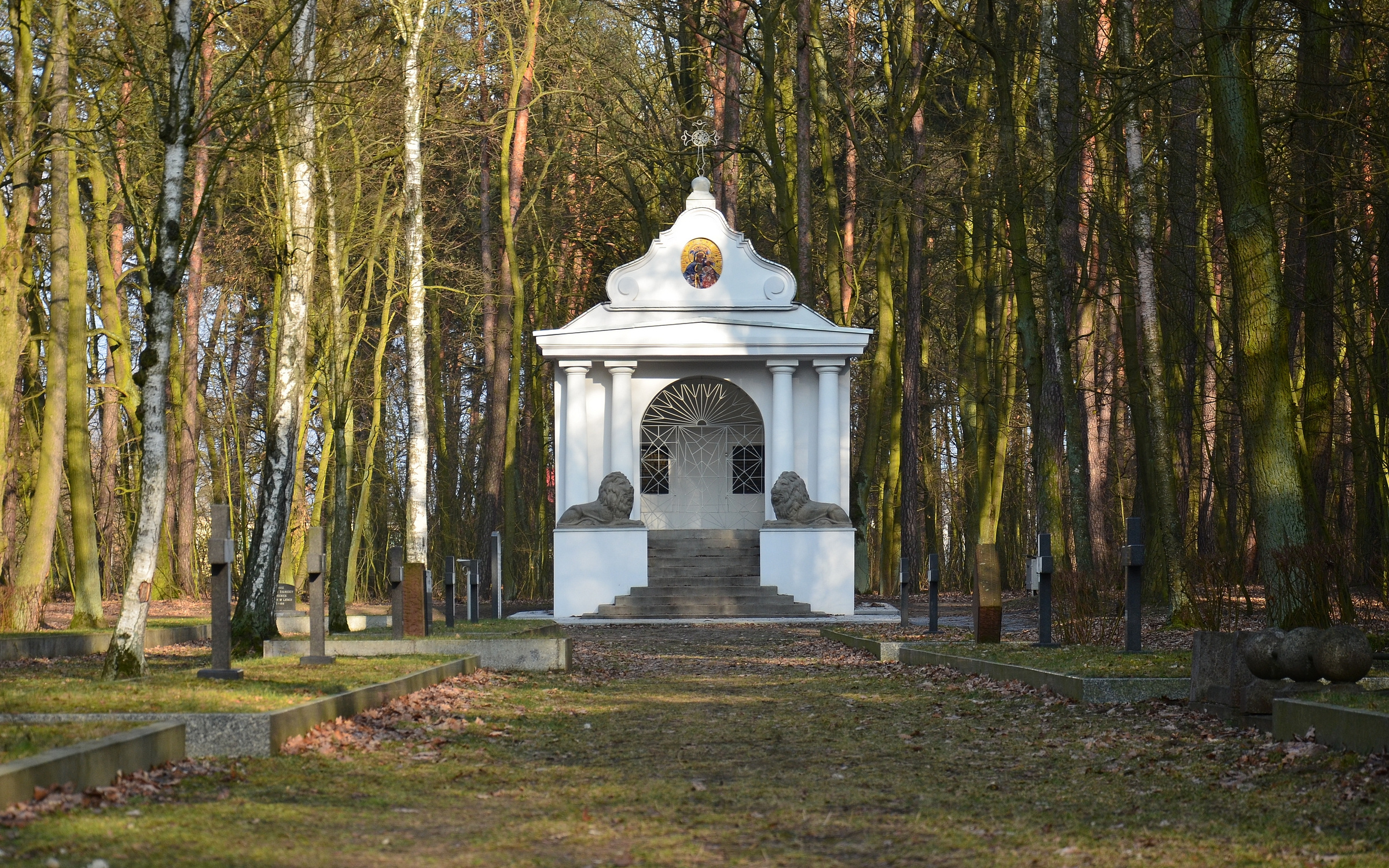
Kaplica upamiętniająca walki o Brodnicę w 1920

Jarosław Aleksandrowicz urodził się 21 stycznia 1875 w Kijowie w rodzinie polskiej jako syn Mikołaja, starosty kijowskiego. Uczył się w rodzinnym mieście. Wstąpił w szeregi Armii Imperium Rosyjskiego i od lutego 1893 do sierpnia 1895 jako podoficer w charakterze ochotnika służył w 40 pułku piechoty. Następnie jako kapral podjął naukę w Szkole Wojennej w Odessie, którą ukończył w 1897. Od tego roku jako podchorąży służył w 134 pułku piechoty w Jekaterynburgu. W 1898 mianowany podporucznikiem, a w 1902 awansowany na stopień porucznika. Od 1904 był oficerem korpusu interwencyjnego. Brał udział w wojnie rosyjsko-japońskiej (1904–1905). W 1906 otrzymał awans na kapitana sztabowego. Po wszczęciu buntów rewolucyjnych w szeregach armii carskiej z uwagi na podejrzenie o udział był przetrzymywany w twierdzi w Sewastopolu. Potem został zrehabilitowany i służył w 51 pułku piechoty. Po odbyciu kursu saperskiego z 1910 został awansowany na kapitana dowódcę kompanii. W szeregach armii rosyjskiej uczestniczył też w trakcie I wojny światowej. Został ranny i od grudnia 1914 do początku lutego 1915 przebywał na leczeniu. Po rekonwalescencji służył w sztabie VIII Armii. W 1917 otrzymał awans na podpułkownika, a w 1918 na pułkownika. Po przejściu rewolucji w Rosji odszedł z armii 12 marca 1918, po czym wstąpił do pułku Strzelców Polskich w Odessie w składzie III Korpusu Polskiego, lecz po nadejściu tamże wojsk niemieckich 20 kwietnia 1918 i likwidacji jednostki, przeniósł się na Krym. Po wkroczeniu tam wojsk Armii Ochotniczej gen. Antona Denikina (stronnictwo białych) płk Aleksandrowicz został powołany do tej armii. Po nadejściu wojsk bolszewickich w kwietniu 1919 pułkownik został aresztowany i skazany na karę śmierci. Po okresie dwóch miesięcy osadzenia zbiegł z uwięzienia, po czym 16 czerwca wstąpił do armii gen. Denikina i w jej szeregach brał udział w walkach z bolszewikami.
Od stycznia 1920 przebywał w Symferopolu, gdzie działał na rzecz Konsulatu RP, a po uzyskaniu polskiego obywatelstwa był tam specjalistą ds. wojskowych. W marcu 1920 wraz z grupą osób polskiego pochodzenia wyruszył do Polski. 3 maja 1920 w Warszawie zgłosił się do Wojska Polskiego, lecz nie został przyjęty. W czasie trwającej wojny polsko-bolszewickiej 19 lipca 1920 w Poznaniu jako ochotnik zgłosił się do 2 Batalionu Ochotniczego. Decyzją Naczelnego Dowódcy Wojska Polskiego z 14 sierpnia 1920 Aleksandrowiczowi przywrócono stopień wojskowy pułkownika i mianowano go dowódcą grupy „Pomorze”. Potem został dowódcą Pomorskiej Dywizji Rezerwowej. 15 sierpnia 1920 brał udział w skutecznej obronie przyczółka w Nieszawce na Wiśle. Następnego dnia objął dowodzenie nad polskimi wojskami, cofającymi się przed nawałą bolszewicką. Po dwudniowym formowaniu wraz z rtm. Ignacym Mielżyńskim grupy operacyjnej „Jabłonowo” objął jej dowództwo i rankiem 18 sierpnia udał się z Jabłonowa w kierunku Brodnicy. Dowodził wojskami polskimi w walkach o miasto, zakończonych wyzwoleniem tegoż. Potem wyruszył dalej, oswabadzając Lidzbark oraz Działdowo i docierając do Mławy (tam doszło do połączenia z siłami armii gen. Władysława Sikorskiego). Potem brał udział w bitwie nad Niemnem.
W Wojsku Polskim został zweryfikowany w stopniu pułkownika ze starszeństwem z dniem 1 czerwca 1919. Po wojnie odbył Kurs Wyższych Dowódców w 1921 został Okręgowym Inspektorem Piechoty przy Dowództwie Okręgu Korpusu Nr III w Białymstoku. Potem był komendantem Punktu Wymiany Jeńców w Baranowiczach. Od 1921 do 1923 pełnił funkcję pełnomocnika ds. repatriacji przy nadzwyczajnym komisarzu rządu do spraw repatriacji Władysławie Grabskim. Jako oficer nadetatowy 66 pułku piechoty od 12 sierpnia do 1 listopada 1923 sprawował stanowiska dowódcy piechoty w 10 Dywizji Piechoty w Łodzi, po czym został przeniesiony na to samo stanowisko w 16 Dywizji Piechoty w Grudziądzu i pozostawał na nim do marca 1927, gdy został przeniesiony w stan spoczynku. W 1928 przebywał w Poznaniu. W 1934 jako emerytowany pułkownik był przydzielony do Oficerskiej Kadry Okręgowej nr VII jako oficer przewidziany do użycia w czasie wojny i pozostawał wówczas w ewidencji Powiatowej Komendy Uzupełnień Poznań Miasto. 
Zamieszkał w Wiśle. 18 sierpnia 1927 na cmentarzu wojskowym w Brodnicy podczas odsłonięcia pomnika-kaplicy, upamiętniającej zwycięskie walki z bolszewikami, przypiął swoj własny Order Virtuti Militari przy tablicach z nazwiskami poległych. W tym czasie otrzymał honorowe obywatelstwo Brodnicy.
W trakcie II wojny światowej został wzięty przez Niemców i był osadzony w obozach jenieckich na ziemiach austriackich i niemieckich. Po odzyskaniu wolności powrócił do Polski i nadal zamieszkiwał w Wiśle. Zmarł tamże 24 listopada 1955 i został pochowany na miejscowym cmentarzu. 

## Ordery i odznaczenia
- Krzyż Srebrny Orderu Wojskowego Virtuti Militari nr 4595 (19 września 1922)[12][13]
- Krzyż Oficerski Orderu Odrodzenia Polski (7 listopada 1925)[14][10]
- Krzyż Walecznych (trzykrotnie: przed 1924)[15]

## Upamiętnienie
Uchwałą Rady Miasta Brodnicy z 13 czerwca 2017 jedna z ulic w mieście otrzymała imię płk. Jarosława Aleksandrowicza.